# Malvern College
Das Malvern College, ein britisches, koedukatives, privates College, wurde 1865 in Great Malvern, Worcestershire, gegründet. Es ist eine Tagesschule mit Internat.

## Geschichte
Das College öffnete im Januar 1865 mit rund 25 Schülern und einem halben Dutzend Lehrern. Ursprünglich gab es zwei Häuser, doch schon 1877 wurden 290 Jungen in sechs Boarding Houses (Internatsgebäuden) untergebracht.
Nach dem Ersten Weltkrieg wurde die Schülerzahl weiter ausgebaut und neue Gebäude entstanden. Während des Zweiten Weltkrieges litt sie noch mehr als jede andere vergleichbare Schule und schrumpfte um fast 50 %. Um während des Krieges Platz für das Marineamt zu schaffen, wurde das Malvern College in den Blenheim Palace versetzt, wo sie bis 1946 blieben. Danach kehrten sie wieder auf das ursprüngliche Gelände zurück.
Bis 1992 war das Malvern College eine reine Jungenschule, doch dann fusionierten sie mit der Ellerslie Girls’ School und der Hillstone Preparation School und weiteten ihren Umfang auf die Altersgruppen 13 bis 18 aus. Im September 2008 kommt dann auch noch die Downs Preparation School hinzu und soll den Preparation-Teil ausweiten. Das klassische College betreibt aber nur die 8. Klasse bis zum Abitur.
Es wurde 2007 von der Times zum fünftbesten koedukativen privaten College Großbritanniens gekürt.

## Kosten
Die Kosten für ein Schuljahr belaufen sich auf ca. £40.000 für Boarders und ungefähr £18.000 für Daystudents.
Malvern College vergibt etwa 40 Stipendien pro Jahr (für eine Ermäßigung der Kosten um bis zu 50 %) in den Bereichen Kunst und Musik, sowie akademische Leistung und „Allround“-Begabung. Diese Stipendien sind durch umfangreiche und zum Teil schwierige Tests zu erlangen, was ihr hohes Ansehen innerhalb der Schule und auch von außen erklärt.

## Schulabschlüsse
Am College werden neben den GCSEs (entsprechen etwa der mittleren Reife) sowohl die traditionellen A-Levels als auch das International Baccalaureate Diploma als Qualifikation zur allgemeinen Hochschulreife angeboten.
Die Schule ist auch bei deutschen Schülern beliebt, die im „Mutterland der Internatserziehung“ Disziplin lernen wollen.

## Alte Sprachen
Am College werden Latein und Altgriechisch unterrichtet.

## Ehemalige
Zu den ehemaligen Schülern zählen unter anderem der ehemalige malaysische Premierminister Najib Razak, der Journalist, Buchautor Ahmed Rashid, der Autor C. S. Lewis, der Nobelpreisträger James Edward Meade, der Nobelpreisträger Francis William Aston, der US-Agent James Jesus Angleton, der Okkultist Aleister Crowley, der Gouverneur von Uganda Andrew Cohen, der Lyriker Lascelles Abercrombie, der Geschäftsmann Ian MacLaurin, Baron MacLaurin of Knebworth, der ehemalige Sprecher des britischen Unterhauses Bernard Weatherill, der Reeder John Reeves Ellerman, Joachim von Belgien, Ernst August von Hannover (Junior) und der zukünftige Thronerbe Joseph Wenzel von und zu Liechtenstein.